# 莫羅 (伊利諾伊州)
莫羅（英語：Moro）是位於美國伊利諾伊州麥迪遜縣的一個非建制地區。該地的面積和人口皆未知。

## 地理
莫羅的座標為38°55′29″N 90°01′19″W / 38.92472°N 90.02194°W，而該地的平均海拔高度為162米（即531英尺）。